# Malcolm Brown
Malcolm Brown (10 de agosto de 1903 — Los Angeles, 29 de agosto de 1967) é um diretor de arte estadunidense. Venceu o Oscar de melhor direção de arte na edição de 1957 por Somebody Up There Likes Me, ao lado de Cedric Gibbons, Edwin B. Willis e F. Keogh Gleason.